# Assault on Precinct 13 (2005)
Assault on Precinct 13 is een actie/thriller-film uit 2005, die geregisseerd werd door Jean-François Richet. De film is licht gebaseerd op de gelijknamige film uit 1976 van John Carpenter, maar heeft een moderner plot. De film is geproduceerd en gedistribueerd door Rogue Pictures.
De hoofdrollen zijn voor Ethan Hawke en Laurence Fishburne. De rol van die laatste werd aanvankelijk aangeboden aan Mark Wahlberg, maar die bedankte voor de rol. De film was geen groot succes, hij bracht 35 miljoen dollar op.

## Verhaal
Met nog enkele uren te gaan tot het nieuwe jaar, staat Detroits oudste politiebureau, Precinct 13, op het punt voor altijd zijn deuren te sluiten. Slechts enkele medewerkers bij de politie zijn nog aanwezig op het bureau, waaronder sergeant Jake Roenick.
Ondertussen wordt meestercrimineel Marion Bishop gearresteerd nadat hij verdacht wordt van de moord op een undercoveragent. Bishop wordt gevangengenomen drie andere criminelen, waarna ze naar elders worden overgebracht. Een zware sneeuwstorm en een slechte staat van de weg zorgen ervoor dat de bus moet uitwijken naar Precinct 13, waar de gevangenen tijdelijk worden opgesloten tot het einde van de storm.
De nieuwjaarsviering in het nieuwe politiebureau is snel voorbij als het bureau wordt aangevallen door een team van bewapende gemaskerden, die vermoedelijk Bishop terug willen. Alle aanwezigen in het gebouw lopen gevaar wanneer blijkt dat de gewapende mannen allen politie-officiers zijn, geleid door Marcus Duvall. De groep probeert Bishop te doden om te voorkomen dat hij zal getuigen tegen de officiers, die allen corrupt zijn. Van binnen het bureau doen zowel de criminelen als de agenten er alles aan om weerstand te bieden tot er hulp komt.

## Rolverdeling
| Acteur             | Personage           |
| ------------------ | ------------------- |
| Ethan Hawke        | Sgt. Jake Roenick   |
| Laurence Fishburne | Marion Bishop       |
| Gabriel Byrne      | Capt. Marcus Duvall |
| Maria Bello        | Dr. Alex Sabian     |
| Drea de Matteo     | Iris Ferry          |
| John Leguizamo     | Beck                |
| Brian Dennehy      | Sgt. Jasper O'Shea  |
| Ja Rule            | Smiley              |
| Currie Graham      | Mike Kahane         |
| Aisha Hinds        | Anna                |
| Matt Craven        | Off. Kevin Capra    |
| Fulvio Cecere      | Ray Portnow         |
| Peter Bryant       | Lt. Holloway        |
| Kim Coates         | Off. Rosen          |
| Hugh Dillon        | Tony                |
| Tig Fong           | Danny Barbero       |
| Jasmin Geljo       | Marko               |
| Jessica Greco      | Coral               |
| Dorian Harewood    | Gil                 |

## Trivia
- In totaal wordt het woord "fuck" 127 keer uitgesproken in de gehele film.